# بروس گریسون
(چارلز) بروس گریسون (انگلیسی: Bruce Greyson) (متولد اکتبر ۱۹۴۶) استاد بازنشسته روانپزشکی و علوم عصب-رفتاری در دانشگاه ویرجینیا است. او یکی از نویسندگان کتاب ذهن تقلیل‌ناپذیر (۲۰۰۷) و هندبوک "تجارب نزدیک به مرگ" (۲۰۰۹) است. گریسون مقالات علمی زیادی در ژورنال‌های معتبر در مورد تجربه نزدیک به مرگ نوشته و مصاحبهٔ زیادی در این موضوع انجام داده. به او عنوانِ «پدر تحقیقات تجربه نزدیک به مرگ» را داده‌اند

## منصب‌های علمی
گریسون استاد روانپزشکی و علوم عصب-رفتاری دانشگاه ویرجینیا و مدیر سابق بخش مطالعات ادراکی (DOPS) در دانشگاه ویرجینیا است. او همچنین استاد روانپزشکی در دپارتمان پزشکی روانپزشکی و بخش روانپزشکی سرپایی، در دانشگاه ویرجینیا است.

## فعالیت‌های تحقیقاتی
گریسون محققی در زمینه مطالعات تجربه نزدیک به مرگ است و او را «پدر تحقیقات تجارب نزدیک به مرگ» نامیده‌اند. گریسون، همراه با کنت رینگ، مایکل سابوم و دیگران، تحقیقات ریموند مودی، راسل نویز جر و الیزابت کوبرل راس را به طرز جدی ارتقا داد. «مقیاس (ان دی ئی) گریسون» (Greyson NDE Scale) برای اندازه‌گیری ویژگی‌های تجربه نزدیک به مرگ به‌طور گسترده‌ای مورد استفاده قرار گرفته‌است، این مقیاس از اوایل سال ۲۰۱۰ ۹۵ بار در مقالات مختلف مورد استناد قرار گرفته. او همچنین یک مقیاس ۱۹ موردی برای ارزیابی تجربه کاندالینی، با عنوانِ «مقیاس فیزیو کاندالینی» طراحی کرد.
گریسون بر موضوع تجربیات نزدیک به مرگ در دائرةالمعارف بریتانیکا مروی نوشت. او سردبیر مجله مطالعات نزدیک به مرگ (Journal of Near-Death Studies) از سال ۱۹۸۲ تا ۲۰۰۷ بود. بارها در مطبوعات دربارهٔ موضوع تجربه نزدیک به مرگ با گریسون مصاحبه شده‌است.